# III liga polska w piłce nożnej (2017/2018)
III liga polska w piłce nożnej 2017/2018 – edycja rozgrywek czwartego poziomu ligowego piłki nożnej mężczyzn w Polsce, 10. pod nazwą III liga, a 2. po reformie przeprowadzonej w 2016 roku, która zredukowała liczbę grup z 8 do 4.
W rywalizacji brało udział 72 drużyny klubowe, podzielone na zasadzie terytorialnej na 4 grupy po 18 zespołów, grających systemem kołowym w okresie od 5 sierpnia 2017 roku do 16 czerwca 2018 roku.

## Zasady rozgrywek
W III lidze w sezonie 2017/2018 brało udział 72 drużyny, podzielone na zasadzie terytorialnej na 4 grupy po 18 zespołów:
- grupa I (województwa: łódzkie, mazowieckie, podlaskie, warmińsko-mazurskie),
- grupa II (województwa: kujawsko-pomorskie, pomorskie, wielkopolskie, zachodniopomorskie),
- grupa III (województwa: dolnośląskie, lubuskie, opolskie, śląskie),
- grupa IV (województwa: lubelskie, małopolskie, podkarpackie, świętokrzyskie).

Zgodnie z regulaminem, w każdej grupie brało udział po 18 drużyn, grających w systemie „każdy z każdym” (2 mecze z daną drużyną: u siebie i na wyjeździe), które rozegrały po 34 kolejki ligowe – po dziewięć meczów każda (razem 306 spotkań), w dwóch rundach – jesiennej i wiosennej.
| Poziomy rozgrywkowe w sezonie 2017/2018                | Poziomy rozgrywkowe w sezonie 2017/2018 | Poziomy rozgrywkowe w sezonie 2017/2018 |
| Rozgrywki                                              | P                                       | Nazwa                                   |
| ------------------------------------------------------ | --------------------------------------- | --------------------------------------- |
| Centralne                                              | I                                       | Ekstraklasa                             |
| Centralne                                              | II                                      | I Liga                                  |
| Centralne                                              | III                                     | II Liga                                 |
| Makroregionalne                                        | IV                                      | III Liga (4 grupy)                      |
| Okręgowe (16 okręgów)*                                 | V                                       | IV Liga (21 grup)                       |
| Okręgowe (16 okręgów)*                                 | VI                                      | Klasa Okręgowa                          |
| Okręgowe (16 okręgów)*                                 | VII                                     | Klasa A                                 |
| Okręgowe (16 okręgów)*                                 | VIII                                    | Klasa B                                 |
| Okręgowe (16 okręgów)*                                 | IX                                      | Klasa C                                 |
| (*) Różna ilość klas oraz grup w zależności od okręgu. |                                         |                                         |
| System ligowy piłki nożnej w Polsce                    |                                         |                                         |

Zasięg terytorialny grup III ligi polskiej w piłce nożnej w sezonie 2017/2018

Mistrzowie każdej z grup uzyskały awans na poziom centralny – do II ligi. Trzy ostatnie drużyny spadły na poziom wojewódzki – do odpowiedniej terytorialnie grupy IV ligi. Liczba spadkowiczów może zwiększyć się zależnie od liczby drużyn spadających do danej grupy z lig wyższych.
Drużyny, które wycofają się z rozgrywek po rozegraniu mniej niż 50% spotkań, były automatycznie relegowane o dwa szczeble ligowe niżej (do klasy okręgowej) i przesunięte na koniec tabeli, a osiągnięte przez nie rezultaty zostały anulowane. Drużyny, które wycofały się z rozgrywek po rozegraniu 50% lub więcej spotkań, również były automatycznie relegowane o dwa szczeble ligowe niżej i przesunięte na koniec tabeli, ale za nierozegrane mecze przyznawane były walkowery 3:0 dla zespołów przeciwnych. Wykluczenie z rozgrywek groziło także za nieprzystąpienie z własnej winy do trzech meczów.

## Grupa I

### Drużyny
| Uczestnicy sezonu 2016/2017 | Uczestnicy sezonu 2016/2017     | Uczestnicy sezonu 2016/2017 | Uczestnicy sezonu 2016/2017 |
| --------------------------- | ------------------------------- | --------------------------- | --------------------------- |
| DNM                         | KS Drwęca Nowe Miasto Lubawskie | 1 2                         |                             |
| WID                         | Widzew Łódź                     | 3                           |                             |
| ŚWI                         | Świt Nowy Dwór Mazowiecki       | 4                           |                             |
| LTM                         | Lechia Tomaszów Mazowiecki      | 5                           |                             |
| SOS                         | Sokół Ostróda                   | 6                           |                             |
| PEL                         | Pelikan Łowicz                  | 7                           |                             |
| LE2                         | Legia II Warszawa               | 8                           |                             |
| SOK                         | Sokół Aleksandrów Łódzki        | 9                           |                             |
| ŁOM                         | ŁKS 1926 Łomża                  | 10                          |                             |
| MEŁ                         | MKS Ełk                         | 11                          |                             |
| HMG                         | Huragan Morąg                   | 12                          |                             |
| URS                         | Ursus Warszawa                  | 13                          |                             |

| Spadek z II ligi 2016/2017                                                                                    | Spadek z II ligi 2016/2017 | Spadek z II ligi 2016/2017 | Spadek z II ligi 2016/2017 |
| --- | -------------------------- | -------------------------- | -------------------------- |
| PWA | Polonia Warszawa           | 15                         |                            |
| ZMB | Olimpia Zambrów            | 17                         |                            |
| Awans z IV ligi 2016/2017                                                                                     |                            |                            |                            |
| grupa łódzka                                                                                                  |                            |                            |                            |
| SDZ | Warta Sieradz              | 1                          |                            |
| grupa mazowiecka                                                                                              |                            |                            |                            |
| SUL | Victoria Sulejówek         | 13                         |                            |
| grupa podlaska                                                                                                |                            |                            |                            |
| TBP | Tur Bielsk Podlaski        | 1                          |                            |
| grupa warmińsko-mazurska                                                                                      |                            |                            |                            |
| WIK | GKS Wikielec               | 1                          |                            |
| Oznaczenia: - kolumna pierwsza – skróty nazw drużyn, - kolumna trzecia – miejsce zajęte w poprzednim sezonie. |                            |                            |                            |

Objaśnienia:
1. Finishparkiet Drwęca Nowe Miasto Lubawskie nie otrzymał licencji na grę w II lidze oraz zrezygnował z odwoływania się od decyzji Komisji Licencyjnej PZPN, w związku z czym do II ligi awansował ŁKS Łódź.
2. W lutym 2018 roku Finishparkiet Drwęca Nowe Miasto Lubawskie zmieniło nazwę na KS Drwęca Nowe Miasto Lubawskie.
3. Victoria Sulejówek, mistrz IV ligi mazowieckiej południowej wygrała swoje mecze barażowe o awans do III ligi z Pogonią Grodzisk Mazowiecki, mistrzem IV ligi mazowieckiej północnej.

### Tabela
| Lp. | Drużyna                           | M  | Z  | R  | P  | Bramki | Bramki | Różn. | Pkt | Uwagi             | Bezpośrednio                |
| --- | --------------------------------- | -- | -- | -- | -- | ------ | ------ | ----- | --- | ----------------- | --------------------------- |
| 1   | Widzew Łódź (M) (A)               | 34 | 22 | 8  | 4  | 63     | 25     | +38   | 74  | Awans do II ligi  | WID – LTM 0:0 LTM – WID 1:2 |
| 2   | Lechia Tomaszów Mazowiecki        | 34 | 23 | 5  | 6  | 74     | 33     | +41   | 74  |                   | WID – LTM 0:0 LTM – WID 1:2 |
| 3   | Sokół Aleksandrów Łódzki          | 34 | 19 | 9  | 6  | 64     | 37     | +27   | 66  |                   |                             |
| 4   | Polonia Warszawa                  | 34 | 17 | 11 | 6  | 63     | 37     | +26   | 62  |                   |                             |
| 5   | Olimpia Zambrów                   | 34 | 18 | 2  | 14 | 60     | 54     | +6    | 56  |                   |                             |
| 6   | Huragan Morąg                     | 34 | 16 | 6  | 12 | 50     | 38     | +12   | 54  |                   |                             |
| 7   | Ursus Warszawa                    | 34 | 15 | 8  | 11 | 51     | 46     | +5    | 53  |                   |                             |
| 8   | Świt Nowy Dwór Mazowiecki         | 34 | 14 | 7  | 13 | 58     | 52     | +6    | 49  |                   |                             |
| 9   | Victoria Sulejówek                | 34 | 13 | 9  | 12 | 53     | 57     | −4    | 48  |                   |                             |
| 10  | ŁKS 1926 Łomża                    | 34 | 12 | 9  | 13 | 41     | 46     | −5    | 45  |                   |                             |
| 11  | Pelikan Łowicz                    | 34 | 13 | 4  | 17 | 63     | 63     | 0     | 43  |                   |                             |
| 12  | Drwęca Nowe Miasto Lubawskie1 (S) | 34 | 11 | 9  | 14 | 40     | 54     | −14   | 42  | Spadek do IV ligi |                             |
| 13  | MKS Ełk                           | 34 | 10 | 9  | 15 | 35     | 42     | −7    | 39  |                   | MEŁ – SOS 1:1 SOS – MEŁ 0:2 |
| 14  | Sokół Ostróda                     | 34 | 10 | 9  | 15 | 40     | 48     | −8    | 39  |                   | MEŁ – SOS 1:1 SOS – MEŁ 0:2 |
| 15  | Legia II Warszawa1                | 34 | 11 | 5  | 18 | 52     | 52     | 0     | 38  |                   |                             |
| 16  | Warta Sieradz (S)                 | 34 | 6  | 9  | 19 | 35     | 59     | −24   | 27  | Spadek do IV ligi |                             |
| 17  | Tur Bielsk Podlaski (S)           | 34 | 6  | 7  | 21 | 33     | 79     | −46   | 25  | Spadek do IV ligi |                             |
| 18  | GKS Wikielec (S)                  | 34 | 4  | 6  | 24 | 29     | 82     | −53   | 18  | Spadek do IV ligi |                             |

## Grupa II

### Drużyny
| Uczestnicy sezonu 2016/2017 | Uczestnicy sezonu 2016/2017 | Uczestnicy sezonu 2016/2017 | Uczestnicy sezonu 2016/2017 |
| --------------------------- | --------------------------- | --------------------------- | --------------------------- |
| LP2                         | Lech II Poznań              | 2                           |                             |
| BAŁ                         | Bałtyk Gdynia               | 3                           |                             |
| JAR                         | Jarota Jarocin              | 4                           |                             |
| ELA                         | Elana Toruń                 | 5                           |                             |
| PRZ                         | GKS Przodkowo               | 6                           |                             |
| KLE                         | Sokół Kleczew               | 7                           |                             |
| KAL                         | KKS 1925 Kalisz             | 8                           |                             |
| ŚWS                         | Świt Szczecin               | 9                           |                             |
| WDA                         | Wda Świecie                 | 10                          |                             |
| ŚRW                         | Polonia Środa Wielkopolska  | 11                          |                             |
| KPS                         | KP Starogard Gdański        | 121                         |                             |
| PO2                         | Pogoń II Szczecin           | 13                          |                             |
| GKN                         | Górnik Konin                | 14                          |                             |

| Spadek z II ligi 2016/2017                                                                                    | Spadek z II ligi 2016/2017 | Spadek z II ligi 2016/2017 | Spadek z II ligi 2016/2017 |
| --- | -------------------------- | -------------------------- | -------------------------- |
| KOT | Kotwica Kołobrzeg          | 16                         |                            |
| Awans z IV ligi 2016/2017                                                                                     |                            |                            |                            |
| grupa kujawsko-pomorska                                                                                       |                            |                            |                            |
| USK | Unia Solec Kujawski        | 1                          |                            |
| grupa pomorska                                                                                                |                            |                            |                            |
| PEL | Wierzyca Pelplin           | 1                          |                            |
| grupa wielkopolska                                                                                            |                            |                            |                            |
| COW | Centra Ostrów Wielkopolski | 12                         |                            |
| grupa zachodniopomorska                                                                                       |                            |                            |                            |
| ENG | Energetyk Gryfino          | 1                          |                            |
| Oznaczenia: - kolumna pierwsza – skróty nazw drużyn, - kolumna trzecia – miejsce zajęte w poprzednim sezonie. |                            |                            |                            |

Objaśnienia:
1. KS Chwaszczyno przed startem rozgrywek przekazał licencję i miejsce w III lidze w sezonie 2017/2018 KP Starogard Gdański, wicemistrzowi IV ligi pomorskiej i będzie występował w gdańskiej klasie B.
2. Centra Ostrów Wielkopolski, mistrz IV ligi wielkopolskiej południowej wygrała swoje mecze barażowe o awans do III ligi z Lubuszaninem Trzcianka, mistrzem IV ligi wielkopolskiej północnej.

### Tabela
| Lp. | Drużyna                        | M  | Z  | R | P  | Bramki | Bramki | Różn. | Pkt | Uwagi                       | Bezpośrednio |
| --- | ------------------------------ | -- | -- | - | -- | ------ | ------ | ----- | --- | --------------------------- | ------------ |
| 1   | Elana Toruń (M) (A)            | 34 | 24 | 5 | 5  | 71     | 24     | +47   | 77  | Awans do II ligi            |              |
| 2   | Świt Szczecin                  | 34 | 23 | 4 | 7  | 70     | 27     | +43   | 73  |                             |              |
| 3   | Bałtyk Gdynia                  | 34 | 22 | 3 | 9  | 74     | 36     | +38   | 69  |                             |              |
| 4   | Lech II Poznań                 | 34 | 20 | 6 | 8  | 69     | 34     | +35   | 66  |                             |              |
| 5   | KKS 1925 Kalisz                | 34 | 19 | 6 | 9  | 52     | 33     | +19   | 63  |                             |              |
| 6   | Polonia Środa Wielkopolska     | 34 | 17 | 9 | 8  | 63     | 41     | +22   | 60  |                             |              |
| 7   | Sokół Kleczew                  | 34 | 17 | 8 | 9  | 52     | 32     | +20   | 59  |                             |              |
| 8   | Kotwica Kołobrzeg              | 34 | 17 | 6 | 11 | 48     | 37     | +11   | 57  |                             |              |
| 9   | KP Starogard Gdański           | 34 | 15 | 6 | 13 | 46     | 32     | +14   | 51  |                             |              |
| 10  | Pogoń II Szczecin              | 34 | 14 | 7 | 13 | 44     | 54     | −10   | 49  |                             |              |
| 11  | Jarota Jarocin                 | 34 | 11 | 9 | 14 | 45     | 50     | −5    | 42  | JAR – PEL 2:0 PEL – JAR 1:1 |              |
| 12  | Wierzyca Pelplin               | 34 | 12 | 6 | 16 | 38     | 47     | −9    | 42  | JAR – PEL 2:0 PEL – JAR 1:1 |              |
| 13  | Wda Świecie                    | 34 | 10 | 5 | 19 | 52     | 72     | −20   | 35  |                             |              |
| 14  | Górnik Konin                   | 34 | 9  | 7 | 18 | 40     | 61     | −21   | 34  |                             |              |
| 15  | Centra Ostrów Wielkopolski (S) | 34 | 9  | 5 | 20 | 38     | 67     | −29   | 32  | Spadek do IV ligi           |              |
| 16  | GKS Przodkowo (S)              | 34 | 7  | 4 | 23 | 38     | 75     | −37   | 25  | Spadek do IV ligi           |              |
| 17  | Unia Solec Kujawski (S)        | 34 | 4  | 7 | 23 | 33     | 80     | −47   | 19  | Spadek do IV ligi           |              |
| 18  | Energetyk Gryfino1 (S)         | 34 | 2  | 5 | 27 | 9      | 80     | −71   | 11  | Spadek do klasy A           |              |

Źródło: 90minut.pl 
Oznaczenia: (M) – tytuł mistrzowski, (A) – awans, (S) – spadek.
Zasady ustalania kolejności: 1. liczba zdobytych punktów w całym cyklu rozgrywek; 2. liczba punktów zdobyta w meczach bezpośrednich; 3. różnica bramek w meczach bezpośrednich; 4. różnica bramek w meczach bezpośrednich – bramki zdobyte na wyjeździe liczone podwójnie; 5. różnica bramek w całym cyklu rozgrywek; 6. liczba zdobytych bramek w całym cyklu rozgrywek. 
Bezpośrednio: stosowane, gdy dwie lub więcej drużyn mają identyczny dorobek punktowy.
Objaśnienia:
Liczba spadkowiczów może zwiększyć się zależnie od liczby drużyn spadających z lig wyższych.

## Grupa III

### Drużyny
| Uczestnicy sezonu 2016/2017 | Uczestnicy sezonu 2016/2017 | Uczestnicy sezonu 2016/2017 | Uczestnicy sezonu 2016/2017 |
| --------------------------- | --------------------------- | --------------------------- | --------------------------- |
| RZD                         | Ruch Zdzieszowice           | 2                           |                             |
| REK                         | Rekord Bielsko-Biała        | 3                           |                             |
| PLK                         | KS Polkowice                | 4                           |                             |
| ML2                         | Miedź II Legnica            | 5                           |                             |
| STB                         | Stal Brzeg                  | 6                           |                             |
| SKC                         | Skra Częstochowa            | 7                           |                             |
| BKS                         | BKS Stal Bielsko-Biała      | 8                           |                             |
| PNI                         | Pniówek Pawłowice Śląskie   | 9                           |                             |
| ŚLZ                         | Ślęza Wrocław               | 10                          |                             |
| ŻMI                         | Piast Żmigród               | 11                          |                             |
| FZG                         | Falubaz Zielona Góra        | 12                          |                             |
| GZ2                         | Górnik II Zabrze            | 13                          |                             |
| LDZ                         | Lechia Dzierżoniów          | 14                          |                             |
| UTU                         | Unia Turza Śląska           | 151                         |                             |

| Spadek z II ligi 2016/2017                                                                                    | Spadek z II ligi 2016/2017    | Spadek z II ligi 2016/2017 | Spadek z II ligi 2016/2017 |
| --- | ----------------------------- | -------------------------- | -------------------------- |
| PBT | Polonia Bytom                 | 181                        |                            |
| Awans z IV ligi 2016/2017                                                                                     |                               |                            |                            |
| grupa dolnośląska                                                                                             |                               |                            |                            |
| ZA2 | Zagłębie II Lubin             | 12                         |                            |
| grupa lubuska                                                                                                 |                               |                            |                            |
| SGW | KS Stilon Gorzów Wielkopolski | 1                          |                            |
| grupa opolska                                                                                                 |                               |                            |                            |
| GŁU | Polonia Głubczyce             | 1                          |                            |
| grupa śląska                                                                                                  |                               |                            |                            |
| GTA | Gwarek Tarnowskie Góry        | 13                         |                            |
| Oznaczenia: - kolumna pierwsza – skróty nazw drużyn, - kolumna trzecia – miejsce zajęte w poprzednim sezonie. |                               |                            |                            |

Objaśnienia:
1. Spadkowicz z II ligi Polonia Bytom zrezygnowała z gry w III lidze, w związku z czym dodatkowo utrzymała się Unia Turza Śląska.
2. Zagłębie II Lubin, mistrz IV ligi dolnośląskiej zachód wygrało swoje mecze barażowe o awans do III ligi z Foto-Higieną Gać, mistrzem IV ligi dolnośląskiej wschód.
3. Gwarek Tarnowskie Góry, mistrz IV ligi śląskiej I wygrał swoje mecze barażowe o awans do III ligi z LKS Bełk, mistrzem IV ligi śląskiej II.

### Tabela
| Lp. | Drużyna                       | M  | Z  | R  | P  | Bramki | Bramki | Różn. | Pkt | Uwagi                                                                     | Bezpośrednio              |
| --- | ----------------------------- | -- | -- | -- | -- | ------ | ------ | ----- | --- | ------------------------------------------------------------------------- | ------------------------- |
| 1   | Skra Częstochowa (M) (A)      | 34 | 18 | 12 | 4  | 59     | 28     | +31   | 66  | Awans do II ligi                                                          |                           |
| 2   | Ślęza Wrocław                 | 34 | 19 | 7  | 8  | 67     | 48     | +19   | 64  |                                                                           |                           |
| 3   | Gwarek Tarnowskie Góry        | 34 | 18 | 9  | 7  | 56     | 40     | +16   | 63  |                                                                           |                           |
| 4   | Stal Brzeg                    | 34 | 17 | 9  | 8  | 69     | 46     | +23   | 60  |                                                                           |                           |
| 5   | KS Polkowice                  | 34 | 18 | 5  | 11 | 64     | 43     | +21   | 59  |                                                                           |                           |
| 6   | Piast Żmigród                 | 34 | 17 | 6  | 11 | 56     | 43     | +13   | 57  |                                                                           |                           |
| 7   | Ruch Zdzieszowice             | 34 | 13 | 10 | 11 | 57     | 44     | +13   | 49  |                                                                           |                           |
| 8   | Rekord Bielsko-Biała          | 34 | 13 | 7  | 14 | 49     | 50     | −1    | 46  | REK - 12 pkt; 14:7 ZA2 - 9 pkt; 13:14 BKS - 9 pkt; 9:10 LDZ - 6 pkt; 7:12 |                           |
| 9   | Zagłębie II Lubin             | 34 | 14 | 4  | 16 | 53     | 57     | −4    | 46  | REK - 12 pkt; 14:7 ZA2 - 9 pkt; 13:14 BKS - 9 pkt; 9:10 LDZ - 6 pkt; 7:12 |                           |
| 10  | BKS Stal Bielsko-Biała1 (S)   | 34 | 14 | 4  | 16 | 41     | 48     | −7    | 46  | REK - 12 pkt; 14:7 ZA2 - 9 pkt; 13:14 BKS - 9 pkt; 9:10 LDZ - 6 pkt; 7:12 | Spadek do klasy okręgowej |
| 11  | Lechia Dzierżoniów            | 34 | 14 | 4  | 16 | 55     | 58     | −3    | 46  | REK - 12 pkt; 14:7 ZA2 - 9 pkt; 13:14 BKS - 9 pkt; 9:10 LDZ - 6 pkt; 7:12 |                           |
| 12  | KS Stilon Gorzów Wielkopolski | 34 | 13 | 5  | 16 | 59     | 61     | −2    | 44  |                                                                           |                           |
| 13  | Pniówek Pawłowice Śląskie     | 34 | 11 | 10 | 13 | 43     | 51     | −8    | 43  |                                                                           |                           |
| 14  | Miedź II Legnica              | 34 | 12 | 5  | 17 | 42     | 56     | −14   | 41  |                                                                           |                           |
| 15  | Górnik II Zabrze1             | 34 | 11 | 6  | 17 | 56     | 63     | −7    | 39  |                                                                           |                           |
| 16  | Unia Turza Śląska2 (S)        | 34 | 10 | 6  | 18 | 50     | 62     | −12   | 36  | Spadek do klasy okręgowej                                                 |                           |
| 17  | Falubaz Zielona Góra (S)      | 34 | 9  | 6  | 19 | 48     | 67     | −19   | 33  | Spadek do IV ligi                                                         |                           |
| 18  | Polonia Głubczyce (S)         | 34 | 7  | 1  | 26 | 37     | 96     | −59   | 22  | Spadek do IV ligi                                                         |                           |

Źródło: 90minut.pl 
Oznaczenia: (M) – tytuł mistrzowski, (A) – awans, (S) – spadek.
Zasady ustalania kolejności: 1. liczba zdobytych punktów w całym cyklu rozgrywek; 2. liczba punktów zdobyta w meczach bezpośrednich; 3. różnica bramek w meczach bezpośrednich; 4. różnica bramek w meczach bezpośrednich – bramki zdobyte na wyjeździe liczone podwójnie; 5. różnica bramek w całym cyklu rozgrywek; 6. liczba zdobytych bramek w całym cyklu rozgrywek. 
Bezpośrednio: stosowane, gdy dwie lub więcej drużyn mają identyczny dorobek punktowy.
Objaśnienia:
Liczba spadkowiczów może zwiększyć się zależnie od liczby drużyn spadających z lig wyższych.

## Grupa IV

### Drużyny
| Uczestnicy sezonu 2016/2017 | Uczestnicy sezonu 2016/2017       | Uczestnicy sezonu 2016/2017 | Uczestnicy sezonu 2016/2017 |
| --------------------------- | --------------------------------- | --------------------------- | --------------------------- |
| MOT                         | Motor Lublin                      | 2                           |                             |
| STR                         | Stal Rzeszów                      | 3                           |                             |
| KSZ                         | KSZO 1929 Ostrowiec Świętokrzyski | 4                           |                             |
| RES                         | Resovia                           | 5                           |                             |
| SOŁ                         | Soła Oświęcim                     | 6                           |                             |
| KAR                         | Karpaty Krosno                    | 7                           |                             |
| PNT                         | Podhale Nowy Targ                 | 8                           |                             |
| JKS                         | JKS 1909 Jarosław                 | 9                           |                             |
| ORP                         | Orlęta Radzyń Podlaski            | 10                          |                             |
| UNT                         | Unia Tarnów                       | 11                          |                             |
| TRZ                         | MKS Trzebinia                     | 121                         |                             |
| AVI                         | Avia Świdnik                      | 13                          |                             |
| DAL                         | Spartakus Razem Daleszyce         | 14                          |                             |
| PBP                         | Podlasie Biała Podlaska           | 15                          |                             |

| Spadek z II ligi 2016/2017                                                                                    | Spadek z II ligi 2016/2017 | Spadek z II ligi 2016/2017 | Spadek z II ligi 2016/2017 |
| --- | -------------------------- | -------------------------- | -------------------------- |
| brak spadkowicza                                                                                              |                            |                            |                            |
| Awans z IV ligi 2016/2017                                                                                     |                            |                            |                            |
| grupa lubelska                                                                                                |                            |                            |                            |
| CHM | Chełmianka Chełm           | 1                          |                            |
| grupa małopolska                                                                                              |                            |                            |                            |
| WJA | Wiślanie Jaśkowice         | 12                         |                            |
| grupa podkarpacka                                                                                             |                            |                            |                            |
| WÓL | Wólczanka Wólka Pełkińska  | 1                          |                            |
| grupa świętokrzyska                                                                                           |                            |                            |                            |
| WSA | Wisła Sandomierz           | 1                          |                            |
| Oznaczenia: - kolumna pierwsza – skróty nazw drużyn, - kolumna trzecia – miejsce zajęte w poprzednim sezonie. |                            |                            |                            |

Objaśnienia:
1. MKS Trzebinia/Siersza 1 lipca 2017, przed startem rozgrywek zmienił nazwę na MKS Trzebinia.
2. Wiślanie Jaśkowice, mistrz IV ligi małopolskiej zachód wygrali swoje mecze barażowe o awans do III ligi z Limanovią Limanowa, mistrzem IV ligi małopolskiej wschód.

### Tabela
| Lp. | Drużyna                           | M  | Z  | R  | P  | Bramki | Bramki | Różn. | Pkt | Uwagi                                              | Bezpośrednio                |
| --- | --------------------------------- | -- | -- | -- | -- | ------ | ------ | ----- | --- | -------------------------------------------------- | --------------------------- |
| 1   | Resovia (M) (A)                   | 34 | 23 | 8  | 3  | 61     | 22     | +39   | 77  | Awans do II ligi                                   |                             |
| 2   | Motor Lublin                      | 34 | 22 | 5  | 7  | 70     | 29     | +41   | 71  |                                                    |                             |
| 3   | KSZO 1929 Ostrowiec Świętokrzyski | 34 | 18 | 10 | 6  | 50     | 31     | +19   | 64  |                                                    |                             |
| 4   | Chełmianka Chełm                  | 34 | 18 | 8  | 8  | 56     | 29     | +27   | 62  |                                                    |                             |
| 5   | Podhale Nowy Targ                 | 34 | 16 | 8  | 10 | 59     | 43     | +16   | 56  |                                                    |                             |
| 6   | Stal Rzeszów                      | 34 | 16 | 7  | 11 | 56     | 40     | +16   | 55  | STR – WÓL 1:0 WÓL – STR 0:1                        |                             |
| 7   | Wólczanka Wólka Pełkińska         | 34 | 16 | 7  | 11 | 56     | 42     | +14   | 55  | STR – WÓL 1:0 WÓL – STR 0:1                        |                             |
| 8   | Wiślanie Jaśkowice                | 34 | 13 | 9  | 12 | 52     | 56     | −4    | 48  |                                                    |                             |
| 9   | Orlęta Radzyń Podlaski            | 34 | 12 | 10 | 12 | 45     | 47     | −2    | 46  |                                                    |                             |
| 10  | Avia Świdnik                      | 34 | 10 | 11 | 13 | 55     | 49     | +6    | 41  |                                                    |                             |
| 11  | Soła Oświęcim                     | 34 | 10 | 7  | 17 | 39     | 59     | −20   | 37  |                                                    |                             |
| 12  | Spartakus Razem Daleszyce         | 34 | 10 | 6  | 18 | 39     | 55     | −16   | 36  | DAL - 9 pkt; 7:2 PBP - 6 pkt; 4:3 WSA - 3 pkt; 2:8 |                             |
| 13  | Podlasie Biała Podlaska           | 34 | 7  | 15 | 12 | 40     | 52     | −12   | 36  | DAL - 9 pkt; 7:2 PBP - 6 pkt; 4:3 WSA - 3 pkt; 2:8 |                             |
| 14  | Wisła Sandomierz                  | 34 | 10 | 6  | 18 | 30     | 46     | −16   | 36  | DAL - 9 pkt; 7:2 PBP - 6 pkt; 4:3 WSA - 3 pkt; 2:8 |                             |
| 15  | JKS 1909 Jarosław (S)             | 34 | 10 | 5  | 19 | 39     | 64     | −25   | 35  | Spadek do IV ligi                                  | JKS – UNT 2:0 UNT – JKS 3:2 |
| 16  | Unia Tarnów (S)                   | 34 | 9  | 8  | 17 | 48     | 70     | −22   | 35  | Spadek do IV ligi                                  | JKS – UNT 2:0 UNT – JKS 3:2 |
| 17  | MKS Trzebinia (S)                 | 34 | 6  | 9  | 19 | 35     | 63     | −28   | 27  | Spadek do IV ligi                                  | TRZ – KAR 0:0 KAR – TRZ 1:3 |
| 18  | Karpaty Krosno (S)                | 34 | 6  | 9  | 19 | 27     | 60     | −33   | 27  | Spadek do IV ligi                                  | TRZ – KAR 0:0 KAR – TRZ 1:3 |